# 花園観光バス

深谷市コミュニティバス「くるリン」の車両
三菱ふそう・ローザ
深谷駅前にて（2013年1月）

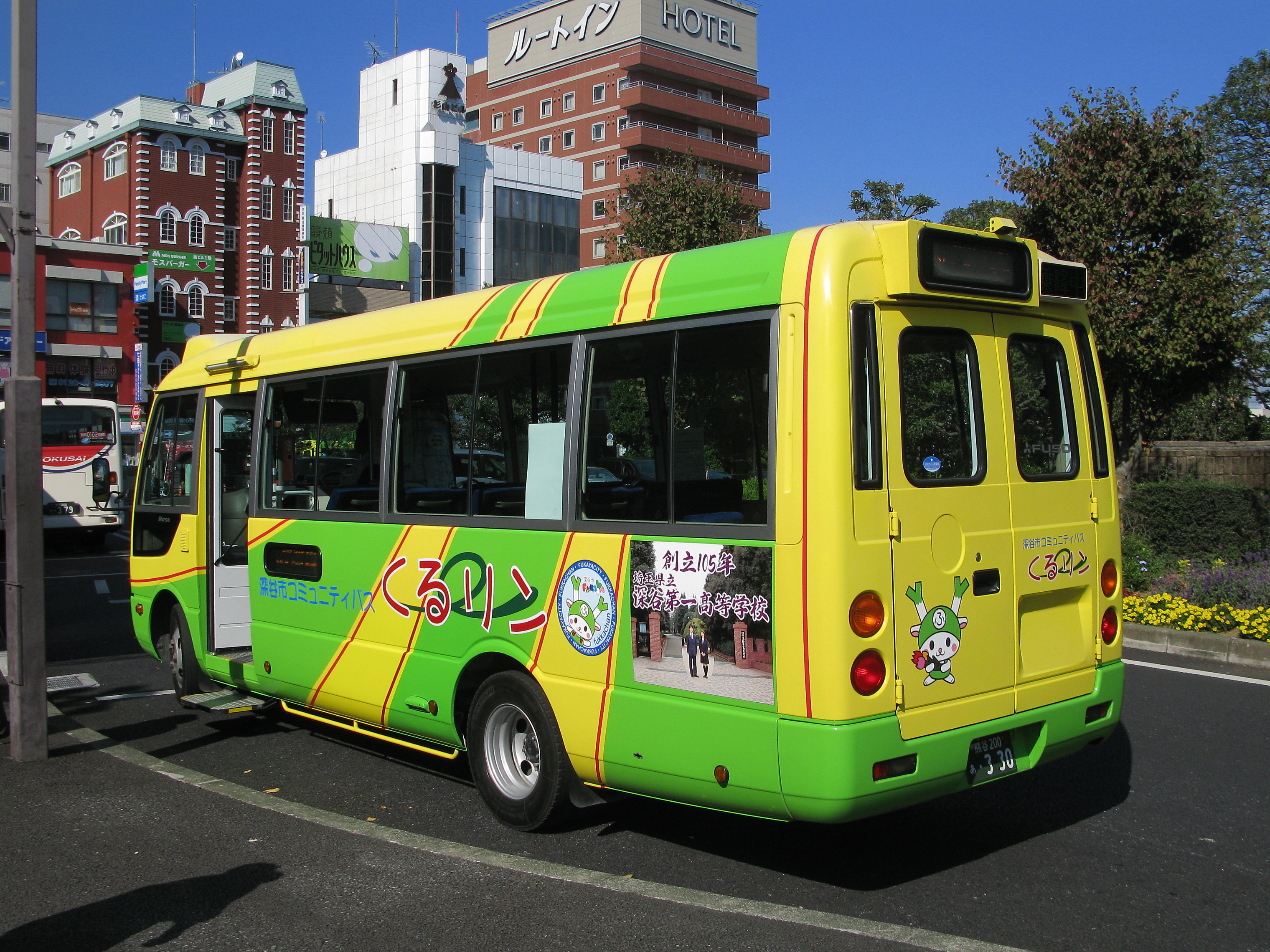
深谷市コミュニティバス「くるリン」の車両
三菱ふそう・ローザ
深谷駅前にて（2013年1月）

花園観光バス株式会社（はなぞのかんこうバス）は、埼玉県深谷市（旧花園町）に本社を置くバス事業者である。埼玉県バス協会会員。埼玉県全域および群馬県太田市、伊勢崎市を営業区域として貸切バスおよび特定バス事業を営むほか、乗合バス事業にも参入し、深谷市コミュニティバス「くるリン」を受託運行している。

## 車両
- 一般貸切旅客自動車運送事業（貸切バス事業者安全性評価認定制度三ッ星認定）
  - 大型観光バス（49人乗り+補助席5）1台
  - 大型観光バス（45人乗り+補助席8）1台（2019年9月納車、ふっかちゃんラッピング）
  - 大型観光バス（45人乗り+補助席8）1台（ふっかちゃんラッピング）
  - 中型観光バス（33人乗り+補助席6）2台
  - 中型観光バス（27人乗り+補助席無）2台（うち1台はふっかちゃんラッピング）
  - 小型観光バス（三菱ふそう・エアロミディMJ、25人乗り+補助席無）1台（ふっかちゃんラッピング）
  - マイクロバス（三菱ふそう・ローザ、21人乗り+補助席6）1台
  - マイクロバス（三菱ふそう・ローザ、22人乗り+補助席6）4台（うち1台は2021年3月の新車）
- 特定旅客自動車運送事業
  - 大型送迎バス2台（埼玉県立寄居城北高等学校スクールバス、運行中）
  - 大型送迎バス1台（埼玉県立妻沼高等学校スクールバス、2020年12月24日をもって受託終了）
- 一般乗合旅客自動車運送事業
  - 深谷市から委託を受けて、深谷市コミュニティバス「くるリン」を運行する。

定時定路線は2015年4月以前と2020年4月以降、予備車を含め5台。
デマンドバスは2015年4月以降、予備車を含め3台。

## 運行路線
- 深谷市コミュニティバスくるリン

- ふかや花園プレミアム・アウトレット - 畠山重忠公史跡公園前 - 本畠 - 埼玉県農林公園前 - ひばり薬局循環器呼吸器病センター前 - むさしの浄苑前 - 四季の湯温泉ホテルヘリテイジ - 滑川町役場 - 森林公園駅[2][3]
- この路線ではSuica及びPASMO、VISAのタッチ決済が使用可能である。[4]
  - 系統1：全停留所経由（平日朝〜夕）
  - 系統2：滑川町役場通過（平日夜間、土休日の系統3を除く全ての便）
  - 系統3：直行（全日森林公園行き夜間2本のみ）

## 関連会社
- 花園観光 - 旅行業（第2種、埼玉県知事登録2-1206）。全国旅行業協会会員、埼玉県旅行業協会会員。